# 上海政法学院

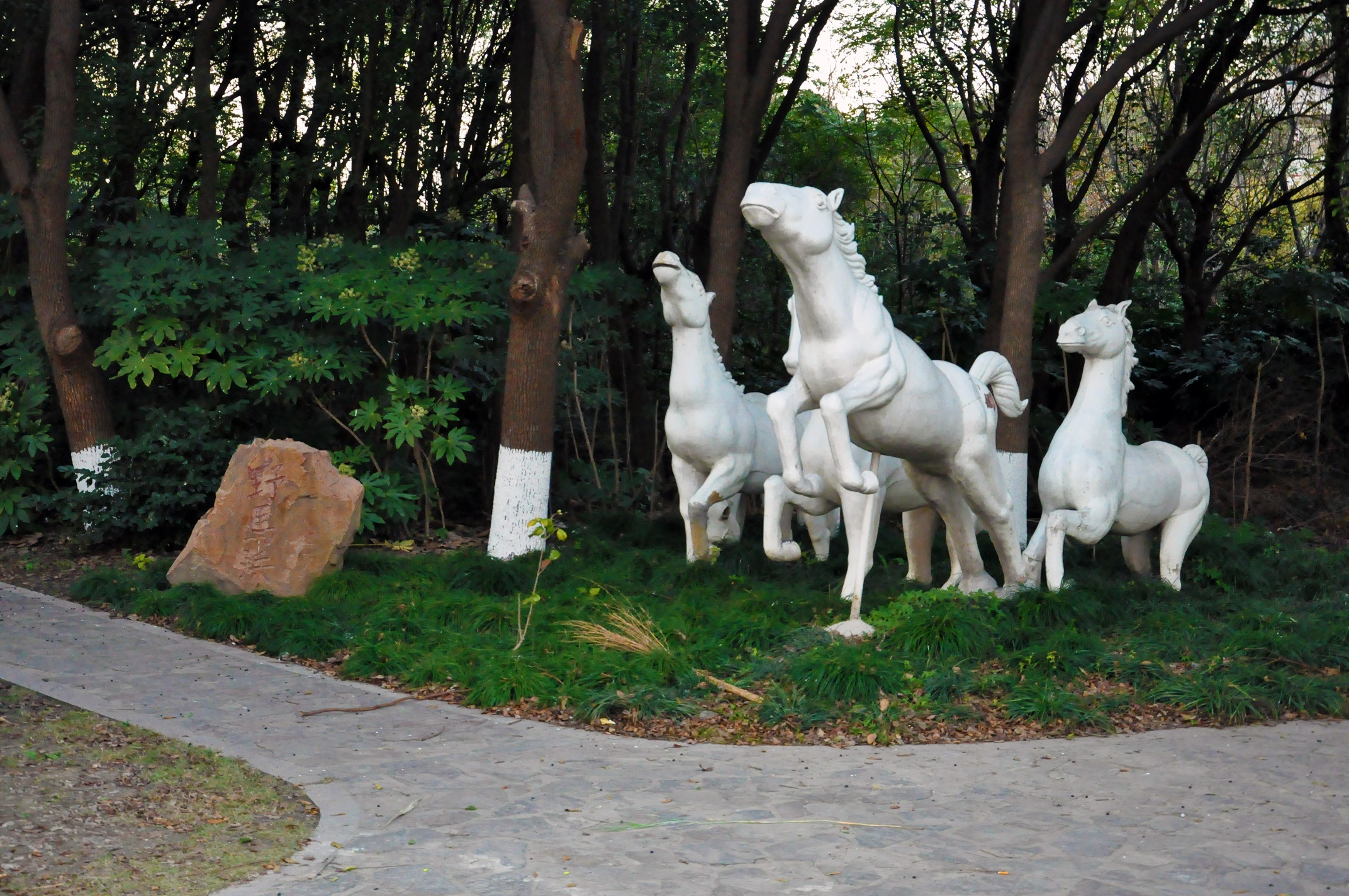
野马浜雕塑

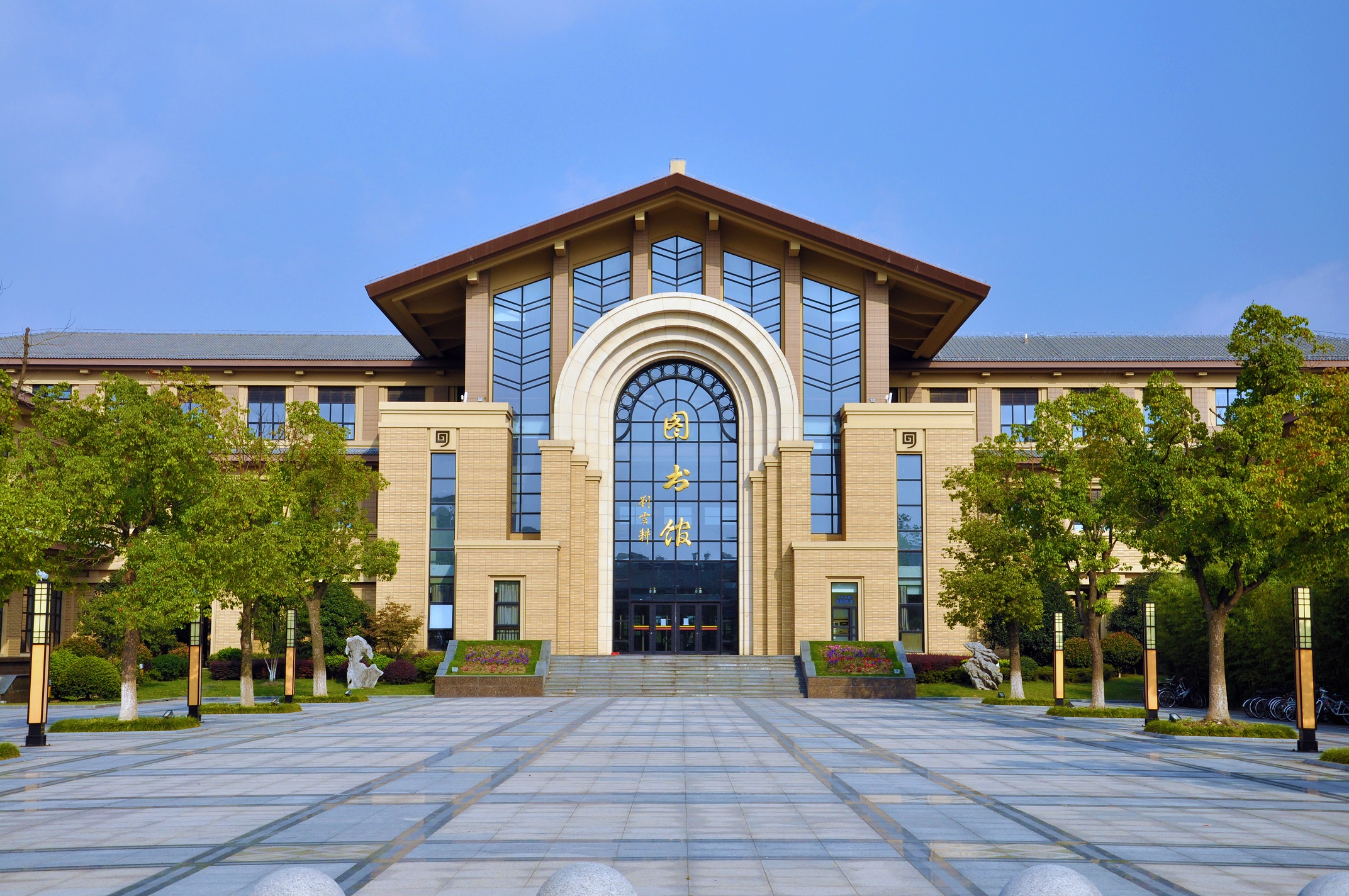
图书馆外景

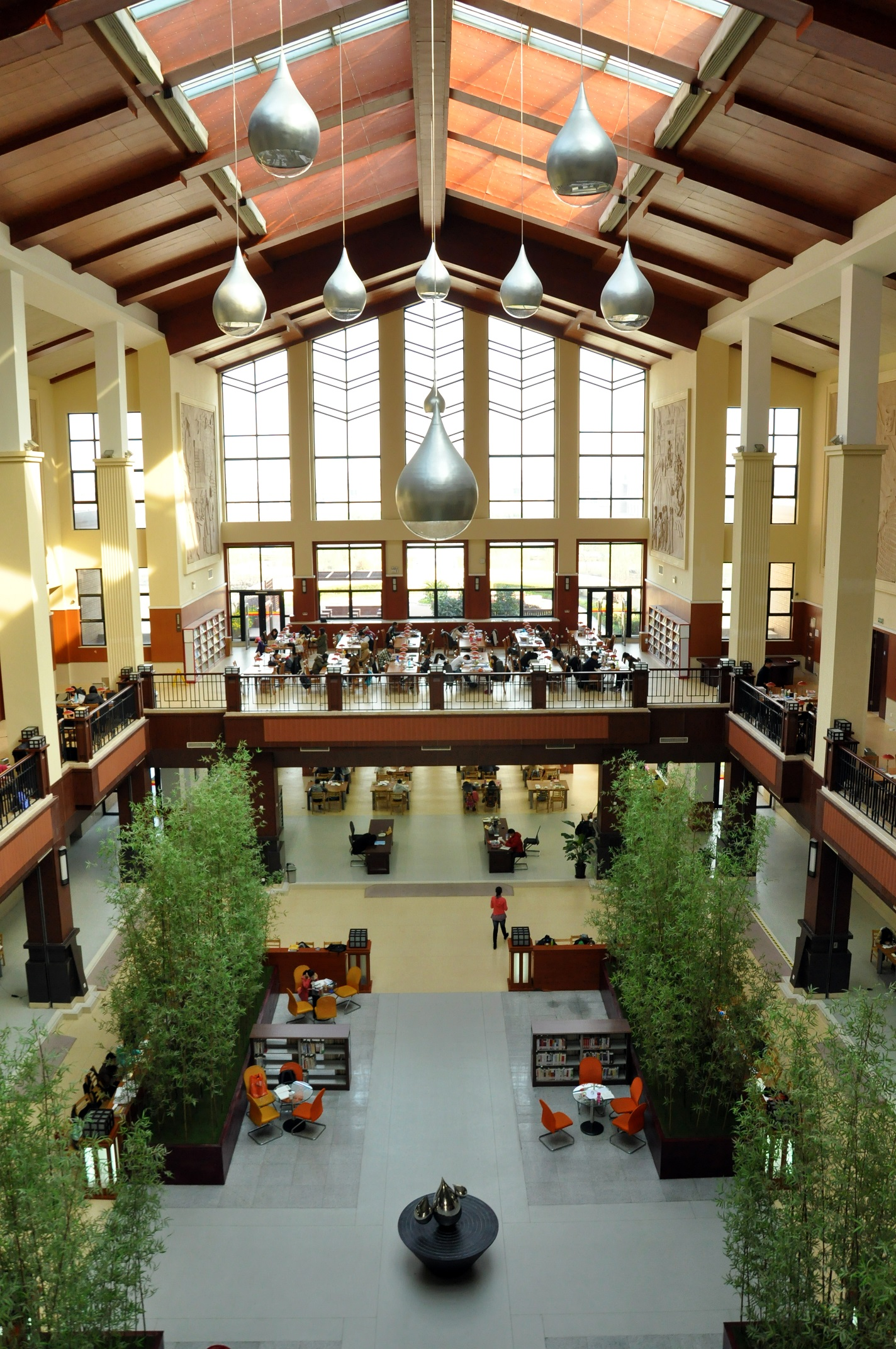
图书馆内景

上海政法学院，简称“上政”，是经上海市人民政府批准，教育部备案，以法学为主干，多学科协调发展，具有独立法人资格的公办全日制普通高等院校，立格联盟伙伴成员院校。位于上海市青浦区赵巷镇外青松公路7989号。因靠近佘山国家旅游度假区，校园风景清新秀美，故有“佘山脚下的花园学府”、“佘山北麓的花园学府”之称。又因校址所在地名野马浜，故又被师生昵称为浜大。

## 学校历史
1984年11月19日，经上海市人民政府批准，并向教育部备案，在青浦县环城乡野马浜建立上海市政法管理干部学院，为成人高等法律专业学校，纳入上海市成人高等学校建制序列，专门从事成人法学教育，培养应用型法律人才。学院由中共上海市委政法委员会领导，上海市司法局主管，教学上受上海市高教局领导。学制设大专、短训两个层次，其中大专2年，学员对象主要是上海市公、检、法、司等政法机关中具备高中毕业或同等学历，有5年以上工龄的在职中青年干部。
1985年9月，上海市政法管理干部学院正式开学，首届招生189名学员。
1985年底，经上海市人民政府批准，在上海市政法管理干部学院内又建立上海法律专科学校，与上海市政法管理干部学院两块牌子、一套班子。为普通全日制高等法律学校，主要为上海培养审判、检察、律师、公证、劳改等部门的法律专门人才，学校隶属中共上海市委政法委员会领导，上海市司法局管理。建校时学制3年。
1986年6月，经上海市新闻出版局批准，同年8月，正式创办《法治论丛》内部16开双月刊。同年，建立经济法学院。
1986年9月起，上海法律专科学校招收上海市应届高中毕业生。1988年，上海法律专科学校分设法律、经济法、劳改法等3个系和公共基础课部。1989年，成立上海市司法研究所。同年，设立刑事司法系。
1990年，经国家教委批准，上海市政法管理干部学院举办成人高等教育双专科试点。同年，司法部同意在上海市政法管理干部学院成立中国高级律师、高级公证员培训中心分部。1992年，经国家教委批准，上海法律专科学校更名为上海法律高等专科学校。同年，上海市政法管理干部学院改法律专业专修科为法律专业大专班，学制由2年改为3年，招生对象仍为上海市公安、法院、检察院、司法局、监狱局等机关在职干部。
1993年4月28日，上海法律高等专科学校并入上海大学，设立上海大学法学院。隶属中共上海市委政法委员会和上海市司法局，同时接受上海大学领导。并增设法商系，开始招收本科生，学制4年。同年，建立国际法学院。
1998年7月17日，经上海市教委批准，上海大学法学院与美国加利福尼亚州大学柏克莱分校、美中远程教育合作发展基金会三方合作成立“上海——柏克莱管理进修学院”，开展知识产权保护、信息技术管理等课程的非学历教育培训。同年，开始招收研究生。
2004年5月14日，设立经济管理系。同年9月，上海市教委批准撤销专科学制的上海市政法管理干部学院，与上海大学法学院合并成立本科学制的上海政法学院，为独立设置的普通本科院校。2005年，成立社会管理学院。2006年，建立国际事务与公共管理学院和外国语学院。2007年成立高职学院，并于2012年正式独立运行。
2011年2月，上海市教委和上海市人力资源社会保障局联手启动“上海青年职业见习计划”，上海政法学院与其他五所高校被选为先行试点的高校。同年4月，经上海市司法局批准，刑事司法系更名为刑事司法学院。同年，成立马克思主义学院。2012年，经济管理系更名为经济管理学院。
2013年9月13日，中国国家主席习近平在上海合作组织成员国元首理事会第13次会议上表示，中国将在上海政法学院设立“中国—上海合作组织国际司法交流合作培训基地”，利用这一平台为其他成员国培养司法人才。2014年5月20日，“中国—上海合作组织国际司法交流合作培训基地”在上海政法学院奠基揭牌。吉尔吉斯斯坦总统阿尔马兹别克·阿塔姆巴耶夫、中央政法委书记孟建柱、上海政法学院名誉院长刘云耕、上海政法学院院长金国华等出席了揭牌仪式，并共同为“中国——上海合作组织国际司法交流合作培训基地”奠基培土。
2014年4月，上海政法学院获上海市教委批准成为上海市高校插班生招生试点单位。同年11月17日，上海市人民政府批复同意将上海政法学院的隶属关系划转至上海市教委，由上海市教委负责管理。
2015年12月22日，上海合作组织副秘书长哈克多多夫受聘为上海政法学院名誉教授。
2015年11月12日至2016年1月12日，中共上海市委第十巡视组对上海政法学院进行了巡视。发现学院存在党委领导“一岗双责”未落实；民主集中制执行不到位，学院党组织未按期换届，干部选任工作不规范，个别领导事项报告不实。学院纪委查信办案力度不够，执纪问责不力；弄虚作假，向上级部门虚报违纪问题落实整改情况。工程建设项目监管不力、制度缺失；将科研用房改为学院领导办公用房；财务管理混乱；违规给学院领导发放津贴、补贴。违规配备使用公务车辆，持因私护照出境执行公务等主要问题。
2016年1月29日，阿富汗前总统卡尔扎伊参观访问上海政法学院“中国—上海合作组织国际司法交流合作培训基地”建设工地，并被上海政法学院聘任为名誉教授。同年2月23日，上海合作组织培训基地项目正式开工。

## 学校概况
上海政法学院由上海市人民政府举办，上海市教育委员会主管，上海市教育委员会和上海市司法局共建，以“立足政法、服务上海、面向全国”为办学宗旨。设有两个校区，校本部位于外青松公路7989号，普陀校区位于普陀区三源路175号。普陀校区为上海政法学院继续教育学院。

### 院部设置
上海政法学院设有法律学院、经济法学院、国际法学院、刑事司法学院、经济管理学院、马克思主义学院、社会管理学院、国际事务与公共管理学院、外国语学院、文学与传媒学院、高等职业教育学院、继续教育学院等12个二级学院。以及研究生部、体育部、现代教育技术中心、培训部等教学部门。2013年，上海政法学院获得留学生招生资格。2014年5月，纪录片学院挂牌成立，与文学与传媒学院实行两块牌子，一套班子。2015年，由于留学生人数由2013年的来自8个国家的17人增长到来自25个国家的近130人，所以上海政法学院正式成立国际交流学院（留学生办公室）。

### 专业设置
上海政法学院拥有法学（含刑事司法方向、民商法方向、知识产权法方向、行政法方向、经济法方向、环境法方向、金融法方向、国际经济法方向、人民调解方向）和监狱学、监狱学（社区矫正方向）、政治学与行政学、国际政治、行政管理、社会学、社会工作、劳动与社会保障、经济学、工商管理、国际经济与贸易、财务管理、英语、汉语言文学、思想政治教育、新闻学等25个本科专业及方向。2016年，新增广播电视编导和税收学两个本科专业。
其中法学中的法学中的行政法学、刑法学、经济法学是是市教委重点学科；法学（刑事司法方向）、监狱学、社会工作、法学、国际政治、应用型人才培养的模式与实践等6个专业和项目是上海市教委批准建设的本科教育高地；监狱学、社会工作专业为国家级特色专业建设点。另有司法助理、文秘、社区事务与管理、公共事务管理、法律事务、国际商务、商务英语等7个高职专业。
2011年7月，国务院学位委员会确认上海政法学院为硕士学位授予单位。上海政法学院现有法学理论、宪法学与行政法学和刑法学3个硕士学位授权学科。

### 学术交流
上海政法学院设有上海司法研究所、应用社会科学研究院、东方法治文化研究中心、城市安全研究中心等20余个研究机构，校报为《上海政法学院报》。上海市社会心理学会、中国犯罪学研究会预防犯罪专业委员会等学术团体挂靠上海政法学院。校刊《上海政法学院学报》(《法治论丛》)连续获得四届“上海市优秀学报”奖，并在2012年及2015年两次上海市期刊编校检查中被评为“优秀”等级。

### 教学设施
上海政法学院教学设施有模拟联合国实训室、国际政治综合实训室、公共事务管理综合实训室、国际战略安全数据库、计算机中心、语音室等基础实验室，以及模拟法庭、刑侦实验室、国际贸易综合实验室、速录实训室等设施。

### 图书馆
图书馆创建于1987年，旧馆建筑面积5400平方米，藏书188250册。2010年9月，新图书馆大楼建成，图书馆完成整体搬迁并开馆，新图书馆总建筑面积15500平方米，共有三层。内设8个开放式阅览区域，2200个阅览座位，其中包括180个电子阅览座位。
图书馆下设采编、参考咨询、流通、阅览4个部门。馆藏中外文图书约90余万册, 电子图书90万余册，中外文期刊1500余种，135种报纸，25种文献信息资源库。新图书馆在国内高校中首个采用基于数字标签技术的“3M智能图书馆流通管理系统”，实现了藏、借、阅一体化自助服务。

## 历任校长
上海政法学院校长是上海政法学院的法定发表人和行政负责人，全面负责上海政法学院的教学、科研和其他行政管理工作。
| 姓名   | 任期                       | 职务                                                                                           |
| ------ | -------------------------- | ---------------------------------------------------------------------------------------------- |
| 史焕章 | 1985年9月至1986年2月       | 上海市政法管理干部学院院长                                                                     |
| 李庸夫 | 1986年2月至1997年          | 上海市政法管理干部学院院长、上海法律专科学校校长、上海法律高等专科学校校长、上海大学法学院院长 |
| 潘国和 | 1997年至2001年9月          | 上海市政法管理干部学院院长、上海大学法学院院长                                                 |
| 金国华 | 2001年9月至2014年7月3日    | 上海市政法管理干部学院院长、上海大学法学院院长、上海政法学院校长                               |
| 周仲飞 | 2014年7月3日至2016年1月6日 | 上海政法学院校长                                                                               |
| 刘晓红 | 2016年5月4日               | 上海政法学院校长                                                                               |

## 校旗、校徽、校歌、校庆日
上海政法学院校旗由校徽与校名组合而成，旗面为白色，校徽居左上角，红色校名居中。
上海政法学院校徽为双圆套圆形徽标，内圆中间是红底六边形，有“上政”字样，外环为“上海政法学院”的英文名称大写。
上海政法学院校歌是由薛锡翔作词，冯云生作曲的《上海政法学院之歌》。
上海政法学院校庆日为11月19日。

## 学校交通
途径上海政法学院本部的公交线路有沪陈线、松青线、南青专线、石青专线、松江91路等。途径普陀校区的公交线路有01路、106路、129路、742路、768路、944路、长征1路等及上海轨道交通11号线（上海西站站）。

## 相关事件
1999年5月，上海大学法学院院长潘国和被学校多名教师指控剽窃同行学术成果。
2008年11月13日晚9点半左右，一辆社会重型货车行经上海政法学院校门口时，轮胎突然爆裂并弹向正在校门口的学生，造成该校学生1死2伤。
2011年11月6日早晨6时15分左右，一辆涉嫌非法营运的面包车在松江区三新北路新松江路口与一辆松江15路公交车相撞，导致面包车司机死亡，面包车上2名来自上海政法学院的女大学生受伤。

## 所获荣誉
1998年，上海大学法学院97级本科生高芸获“全国三好学生”、“全国优秀学生干部”称号。
1999年至今，上海政法学院一直被评为“上海市花园单位”。
上海政法学院获第11届至15届“上海市文明单位”称号。
2009年，上海政法学院被评为“全国精神文明建设工作先进单位”。
2010年，共青团上海政法学院委员会获“上海世博工作优秀集体”称号。
2011年及2015年2月，上海政法学院两次被评为“全国文明单位”。
2014年，上海政法学院获得2012-2013年度“上海市安全文明校园”称号。同年，上海政法学院被评为“2013年上海高校后勤团体采购先进单位”，第三餐厅经理张洪卫被评为先进个人。第二餐厅、第五餐厅被评为“上海高校‘六T ’实务现场管理达标食堂”。
2011年至2015年，上海政法学院连续五年获得上一年度的上海市“三支一扶”工作先进集体称号。
2015年3月，上海政法学院获得2014年度“上海市来华留学生教育先进集体”称号，魏传成荣获 “上海市来华留学教育优秀工作者”称号。同年4月，上海政法学院的《行政法学》、《国际法学》、《影视航拍语言》、《营销心理学》和的《实用文书写作进阶》五本教材获得由上海市教委评选的“上海普通高校优秀教材奖”。5月28日，上海政法学院获得2015第十二届上海教育博览会“风采展示奖”。
2016年1月，上海政法学院代表队获得全国大学生金融法知识竞赛（华东赛区）优胜奖和优秀组织奖。
2016年1月，上海政法学院防减灾-应急救援社获得“2014-2015年度上海市高校明星社团”称号。
2016年1月，上海政法学院经济法学院杨华教授当选第六届“上海市优秀中青年法学家”并获得2015年度“宝钢优秀教师奖”。
2016年1月14日，上海政法学院获得“2015年上海高校后勤团体采购工作先进集体”称号，后勤保障处李秀梅获得先进个人称号。
2016年2月，上海政法学院再次获得“2014-2015年度上海市安全文明校园”称号。
2016年3月，杨飞凤获得第二届上海市“国家资助、助我飞翔”励志成长成才优秀学生称号。
2016年3月18日，上海政法学院慈善义工队获得2014~2015年度上海市“优秀慈善义工集体”称号，刘志强获得2014~2015年度上海市“优秀慈善义工活动组织者”称号。